# یواس‌اس مونوکاسی (۱۸۶۴)
یواس‌اس مونوکاسی (۱۸۶۴) (به انگلیسی: USS Monocacy (1864)) یک کشتی بود که طول آن ۲۶۵ فوت (۸۱ متر) بود. این کشتی در سال ۱۸۶۴ ساخته شد.